# Presentación (Filipinas)
Presentación es un municipio filipino de cuarta clase, perteneciente a la provincia de Camarines Sur, en la región de Bicolandia.

## Toponimia
Se conoció en el pasado como «Parubcan». El topónimo actual puede aparecer con las grafías «Presentacion» y «Presentación».

## Organización territorial
Se divide en dieciocho barangayes, a saber:
- Ayugao
- Bagong Sirang
- Baliguian
- Bantugan
- Bicalen
- Bitaogan
- Buenavista
- Bulalacao
- Cagnipa
- Lagha
- Lidong
- Liwacsa
- Maangas
- Pagsangaan
- Patrocinio
- Pili
- Santa María
- Tanawan

## Demografía
Según el censo de 2020, tenía empadronados 22 591 habitantes.